# Agapetes trianguli
Agapetes trianguli är en ljungväxtart som beskrevs av Airy Shaw. Agapetes trianguli ingår i släktet Agapetes och familjen ljungväxter. Inga underarter finns listade i Catalogue of Life.